# Juhani Jänne
Erkki Juhani Jänne, född 16 oktober 1941 i Kotka, död 16 maj 2008 i Kuopio, var en finländsk läkare och biokemist.
Jänne blev medicine och kirurgie doktor 1967 och verkade från 1988 som professor i bioteknologi vid Kuopio universitet. Han forskade om spermin och andra polyaminer associerade med cellkärnan samt tillverkning av läkemedel med genteknik. Han erhöll Matti Äyräpää-priset 1994.